# Baltische Beker 1992
De Baltische Beker van 1992 was de 13e editie van de Baltische Beker. Het toernooi werd gehouden van 10 tot met 12 juli 1992 in Letland. Litouwen werd voor vierde keer kampioen. 

## Eindstand
| Team     | Pld | W | D | L | GF | GA | GD | Pts |
| -------- | --- | - | - | - | -- | -- | -- | --- |
| Litouwen | 2   | 1 | 1 | 0 | 4  | 3  | +1 | 3   |
| Letland  | 2   | 1 | 0 | 1 | 4  | 4  | 0  | 2   |
| Estland  | 2   | 0 | 1 | 1 | 2  | 3  | −1 | 1   |

## Wedstrijden

### Wedstrijd 1
|                                 |                  |     |             |                                                                                  |
| 10 Juli 1992 «onderlinge duels» | Letland          | 2–1 | Estland     | Daugavastadion, Liepāja Toeschouwers: 1.200 Scheidsrechter: Anatolijus Rezepovas |
| 10 Juli 1992 «onderlinge duels» | Linards 34', 38' |     | Olumets 61' | Daugavastadion, Liepāja Toeschouwers: 1.200 Scheidsrechter: Anatolijus Rezepovas |

### Wedstrijd 2
|                                 |            |     |             |                                                                        |
| 11 Juli 1992 «onderlinge duels» | Litouwen   | 1–1 | Estland     | Daugavastadion, Liepāja Toeschouwers: 500 Scheidsrechter: Roman Lajuks |
| 11 Juli 1992 «onderlinge duels» | Slekys 27' |     | Olumets 64' | Daugavastadion, Liepāja Toeschouwers: 500 Scheidsrechter: Roman Lajuks |

### Wedstrijd 3
|                                 |                         |     |                           |                                                                           |
| 12 Juli 1992 «onderlinge duels» | Letland                 | 2–3 | Litouwen                  | Daugavastadion, Liepāja Toeschouwers: 2.000 Scheidsrechter: Ants Nõmmiste |
| 12 Juli 1992 «onderlinge duels» | Teplovs 27' Popkovs 89' |     | Baltušnikas 28', 31', 79' | Daugavastadion, Liepāja Toeschouwers: 2.000 Scheidsrechter: Ants Nõmmiste |

## Doelpuntmakers

### 3 doelpunten
- Virginijus Baltušnikas

### 2 doelpunten
- Indro Olumets
- Ainars Linards

### 1 doelpunt
- Vitalijs Teplovs
- Jurijs Popkovs
- Vaidotas Slekys

## Kampioen
| Kampioen 1992     |
| ----------------- |
| Litouwen 4e titel |